# Astragalus barboides
Astragalus barboides es una especie de planta del género Astragalus, de la familia de las leguminosas, orden Fabales.
Fue descrita científicamente por S. Zarre & H. Duman.